# Spasme
Pour le film canadien, voir Spasmes (film).

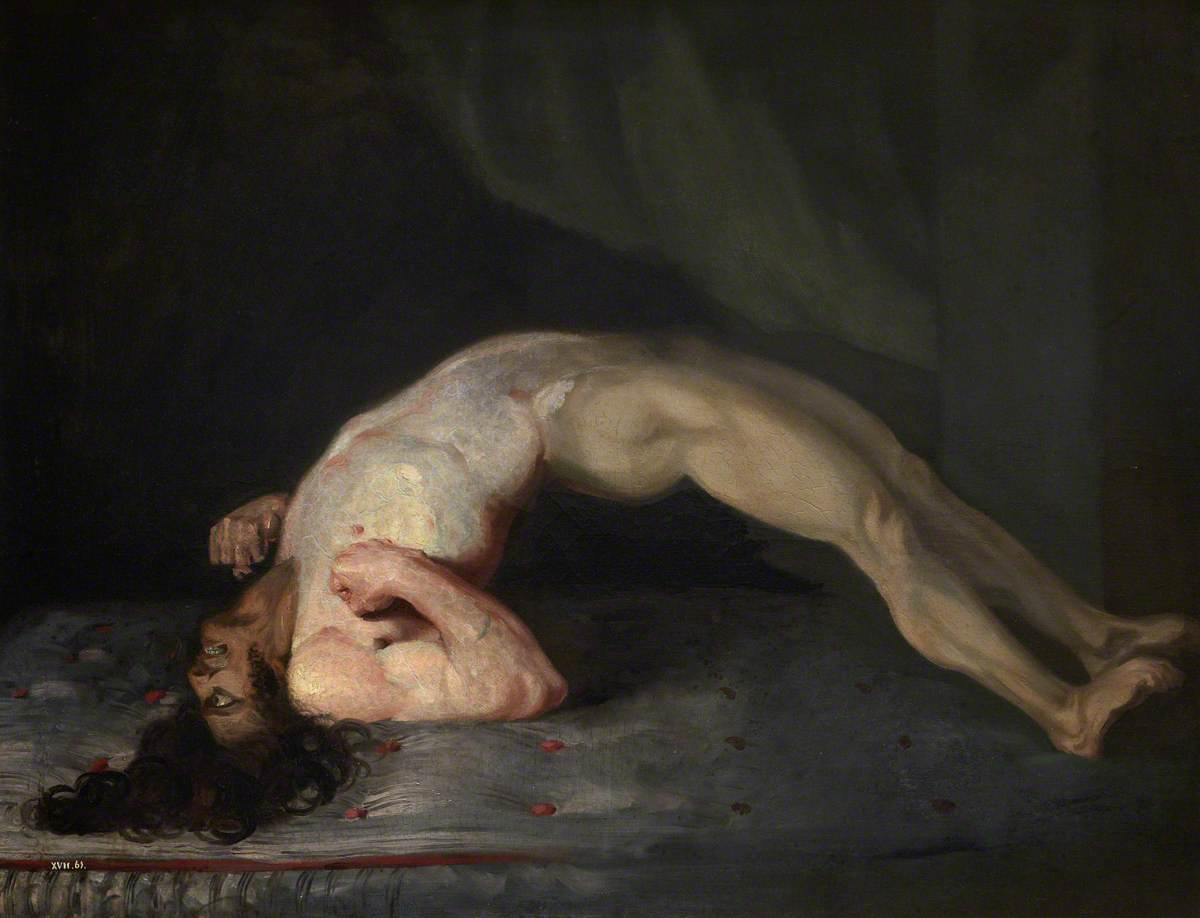
Spasmes (Opisthotonos) d'un homme souffrant de tétanos (1809)

En médecine, un spasme est toute forme de contraction musculaire involontaire. 
Un tonus musculaire anormalement élevé localement, de manière durable et même sans mouvement peut également être une manifestation de spasticité. 
Il s'agit donc d'un ensemble de phénomènes très différents les uns des autres, tant dans leurs causes que dans leurs manifestations. 
Il peut toucher tous les types de muscle  :
- les muscles striés : crampe, myoclonies, convulsions, clonus, tétanies
- les muscles lisses : spasme gastro-intestinal, vésical, spasme coronarien